# Dołżyca (powiat leski)
Dołżyca (daw. Dołżyce, w latach 1977–1981 Zakole) – wieś w Polsce położona w województwie podkarpackim, w powiecie leskim, w gminie Cisna. Leży przy drodze wojewódzkiej nr 897, nad rzeką Solinką.
W połowie XIX wieku właścicielką posiadłości tabularnej w Dołżycy był hr. Karolina Krasicka.
W latach 1975–1998 miejscowość należała administracyjnie do województwa krośnieńskiego.
Przez wieś przebiega linia Bieszczadzkiej Kolejki Leśnej, Majdan – Przysłup.

## Demografia
- 1921 – Dołżycę zamieszkiwało 325 osób (w 53 domach mieszkalnych):
  - 316 wyznania greckokatolickiego
  - 5 wyznania rzymskokatolickiego
  - 4 wyznania mojżeszowego
- 1991 – 90 osób
- 2004 – 80 osób